# Jekyll (oprogramowanie)
Jekyll – generator statycznych stron napisany w języku Ruby przez Toma Prestona-Wernera, opublikowany jako wolne oprogramowanie na licencji MIT.

## Historia
Pierwsza wersja Jekylla została opublikowana 7 grudnia 2008 roku. Po wydaniu wersji 1.0 do projektu przyłączył się Parker Moore, który objął stanowisko lidera projektu. W lutym 2018 nowym liderem została Olivia Hugger. Obecnie projektem zarządza zespół złożony z najbardziej aktywnych kontrybutorów.

## Filozofia
Filozofia Jekylla opiera się na 5 zasadach:
1. Prostota (ang. No Magic)
2. To „po prostu działa” (ang. It “Just Works”)
3. Najważniejsza jest treść (ang. Content is King)
4. Stabilność (ang. Stability)
5. Mały i rozbudowywalny (ang. Small & Extensible)

## Działanie
Działanie Jekylla opiera się na pobieraniu zawartości statycznych plików stworzonych w formacie Markdown lub Textfile i wygenerowaniu ich na podstawie wcześniej zdefiniowanych szablonów, elementów i tagów Liquid w gotową, statyczną stronę, którą można opublikować dzięki dowolnemu serwerowi WWW.

## Zastosowanie
Jekyll jest obecnie jedną z funkcjonalności usługi GitHub Pages utrzymywanej przez firmę GitHub.

## Popularność
Dzięki swojemu zastosowaniu i promowaniu przez firmę GitHub, Jekyll znalazł się na liście Top Ten Static Site Generators of 2017 bloga firmy Netlify, osiągając pierwszą lokatę w tymże zestawieniu. Wśród polskich firm obecnie najpopularniejszą firmą używającą Jekylla jest Allegro. Ma on zastosowanie na blogu technologicznym allegro.tech.